# أثر الفراشة (كتاب)
أثر الفراشة، أحد الكتب النثرية من مؤلفات الشاعر العربي الفلسطيني محمود درويش، صدرت في عام 2008، عن رياض الريس للكتب والنشر في بيروت، لبنان.